# 김영호 (신학자)
김영호(金映湖, 1973년 6월 9일~)는 대한민국의 신학자이며 합동신학대학원대학교에서 신약신학을 가르치는 교수이다. 누가복음-사도행전, 바울연구,성경신학과 교의학이 하나된 신학, 게르할더스 보스와 신칼빈주의 등에 전문연구가로 평가받는다.

## 학력
- 한양대학교 원자력공학 B.A.
- 합동신학대학원대학교 M.Div.
- 화란 깜뻔 신학교 (Theologische Universiteit Kampen, Broederweg, M.A.Th.)
- 독일 본 대학교 (Evangelisch-Theologische Fakultät der Rheinischen Friedrich-Wilhelms-Universität Bonn, Dr. Theol.)

## 게할더스 보스 프로젝트
그는 게할더스 보스가 성경신학과 조직신학을 하나로 통합된 신학을 형성한 학자로 평가한다. 최근 신학지상주의나 과도한 지성주의에 경도되는 시대에 이 두 극단을 넘어서는 새로운 길이 필요한데 그 모델이 바로 보스라고 한다. 보스를 바르게 이해한다면 하나님의 말씀을 그분의 심원한 의도대로 읽을 수 있는 진정한 성경 독자로 거듭날 수 있다고 한다. 합동신학대학원 대학교에서 <게할더스 보스 프로젝트>를 실행하고 있다.

## 경력
- 게르할더스 보스 프로젝트의 디렉터

## 저서
- Kim, Young Ho, Die Parusie bei Lukas: eine literarisch-exegetische Untersuchung zu den Parusieaussagen im lukanischen Doppelwerk, Berlin/Boston: De Gruyter, 2016.
- 김영호, 『기도란 무엇인가? 누가복음과 사도행전에서 배우는 기도』, 수원: 합신대학원출판부, 2019
- 김영호, 『게르할더스 보스, 그는 누구인가?』, 수원: 합신대학원출판부, 2020.
- 김영호, 『하나님 나라와 그리스도의 십자가』, 수원: 합신대학원출판부, 2021.

## 공저
- 김영호, "사도행전-요한계시록의 전염병," in 안명준(ed.), 『전염병과 마주한 기독교』, 군포: 도서출판다함, 2020, 108-116.

## 논문
- 김영호, "누가복음-사도행전의 구조적 메시지 결정 요소로서의 그리스도의 부활," 신학정론 33/2 (2015), 131-149.
- 김영호, "스데반 설교에 나타나는 기독론적 대조공식," 신학정론 34/1 (2016), 243-254.
- 김영호, "누가행전 이음새를 통해 본 사도설교의 토대," 교회와문화 36 (2016), 112-132.
- 김영호, "투키디데스 I 22,1과 사도설교의 역사성," 신학정론 35/1 (2017), 73-112.
- 김영호, "누가의 예수님 탄생기사(눅 2:1-7)에 관한 역사적-주석적 고찰," 신학정론 35/2 (2017), 291-338.
- 김영호, "누가의 종말론적 구속에 대한 이해," 교회와문화 38 (2017), 79-101.
- 김영호, "복음역사의 확실성: 누가-행전 서문(눅 1:1-4)에 대한 역사적-주석적 연구," 신학정론 37/1 (2019), 367-399.
- 김영호, "누가-행전의 '기도신학'? 20세기 중반 이래 누가-행전의 기도연구에 대한 평가," 신학정론 37/2 (2019), 181-229.
- 김영호, "누가의 예수님 탄생기사(눅 2:1-7)에 관한 역사적-주석적 고찰," 신학정론 35/2 (2017), 291-338.
- 김영호, "톰 라이트의 미래칭의 개념의 주석적 근거에 관한 고찰," 신학정론 34/2 (2016), 219-257.
- 김영호, "바울서신 서두에 나타나는 '그리스도 예수의 종'에 관한 고찰," 신학정론 36/1 (2018), 225-262.
- 김영호, "바울서신에 나타나는 유대 유일신관 확장의 신약 삼위일체론적 의미," 신학정론 36/2 (2018), 207-252.
- 김영호, "현재적 종말현실: 데살로니가전서 5:12-24에 대한 문학적-주해적 연구," in 『가난하나 부요케』, 조병수교수은퇴기념논총 (용인: 가르침, 2020), 295-316.
- 김영호, "그리스도의 할례: 골로새서 2:11-12에 대한 주해적 연구," 신학정론 38/2 (2020), 433-469.
- 김영호, "소순회여행 관점에서 새롭게 본 바울의 초대교회 모습," 신학정론 39/2 (2021), 317-359.
- 김영호, "보스(Geerhardus Vos)의 삼위일체론," 교회와 문화 37 (2016), 75-104
- 김영호, "보스의 범신론 반박에 관한 연구," 신학정론 38/1 (2020), 185-231.

## 역서
- 윌리엄 퍼킨스, 『주기도 해설』, 김영호 옮김, 수원: 합신대학원출판부, 2018.
- 게할더스 보스, 개혁교의학, 솔로몬 2016

## 같이 보기
- 합동신학대학원대학교
- 한국복음주의신학회
- 한국복음주의신약학회
- 한국장로교신학회
- 한국개혁신학회
- 종교개혁500주년기념일
- 요한칼빈탄생500주년기념사업회
- 한국성경신학회
- 한국의 신학자 목록
- 박윤선
- 개혁신학자
- 박형용
- 누가복음